# Championnat du monde féminin de handball 2005
Navigation
Croatie 2003 France 2007
La 17e édition du Championnat du monde féminin de handball s'est tenu du 5 au 18 décembre 2005 en Russie à Saint-Pétersbourg. 
Il a vu la Russie remporter son cinquième titre en battant en finale la Roumanie. La Hongrie obtient la médaille de bronze aux dépens du Danemark. Quant à la France, tenante du titre en 2003, elle doit se contenter de la douzième place.

## Présentation

### Qualifications
| Compétition                     | Dates                            | Lieu                  | Places | Qualifiés                                                                   |
| ------------------------------- | -------------------------------- | --------------------- | ------ | --------------------------------------------------------------------------- |
| Pays hôte                       | -                                | -                     | 1      | Russie                                                                      |
| Championnat du monde 2003       | 14 décembre 2003                 | Croatie               | 1      | France                                                                      |
| Championnat d'Afrique 2004      | 9–18 avril 2004                  | Le Caire              | 3      | Angola, Cameroun, Côte d'Ivoire                                             |
| Championnat d'Asie 2004 (en)    | 23–25 juillet 2004               | Hiroshima             | (4) 3  | Japon, Chine, Corée du Sud Taipei                                           |
| Championnat d'Europe 2004       | 9–19 décembre 2004               | Hongrie               | 3      | Norvège, Danemark, Hongrie                                                  |
| Championnat d'Océanie 2005 (en) | 24–28 mai 2005                   | Sydney                | 1      | Australie                                                                   |
| Championnat panaméricain 2005   | 25–29 mai 2005                   | São Bernardo do Campo | 3      | Brésil, Argentine, Uruguay                                                  |
| Qualification européennes       | 23 novembre 2004 au 18 juin 2005 | multiple              | 8      | Autriche, Croatie, Macédoine, Pays-Bas Pologne, Roumanie, Slovénie, Ukraine |
| Réallocation                    | ?                                | -                     | 1      | Allemagne                                                                   |

### Lieux de la compétition
La compétition se déroule uniquement dans trois salles de Saint-Pétersbourg :
- Palais de glace : groupe A du tour préliminaire, groupe I du tour principal et phase finale ;
- Complexe sportif et scénique pétersbourgeois : et groupe II du tour principal
- Palais des sports Ioubileïny : groupe C (Hall 1) et groupe D du tour préliminaire (Hall 2)

## Tour préliminaire
Les trois premiers de chaque groupe se qualifient pour le tour principal.
- Qualifié pour le tour principal.
- Éliminé de la compétition.

### Groupe A
|   | Équipe   | Pts | J | G | N | P | Bp  | Bc  | Diff |
| - | -------- | --- | - | - | - | - | --- | --- | ---- |
| 1 | Russie   | 10  | 5 | 5 | 0 | 0 | 176 | 110 | 66   |
| 2 | Pays-Bas | 8   | 5 | 4 | 0 | 1 | 145 | 123 | 22   |
| 3 | Croatie  | 6   | 5 | 3 | 0 | 2 | 165 | 126 | 39   |
| 4 | Chine    | 4   | 5 | 2 | 0 | 3 | 154 | 146 | 8    |
| 5 | Japon    | 2   | 5 | 1 | 0 | 4 | 152 | 155 | -3   |
| 6 | Uruguay  | 0   | 5 | 0 | 0 | 5 | 73  | 205 | -132 |

### Groupe B
|   | Équipe       | Pts | J | G | N | P | Bp  | Bc  | Diff | Dép |
| - | ------------ | --- | - | - | - | - | --- | --- | ---- | --- |
| 1 | Hongrie      | 9   | 5 | 4 | 1 | 0 | 180 | 113 | 67   | /   |
| 2 | Corée du Sud | 6   | 5 | 3 | 0 | 2 | 173 | 155 | 18   | +5  |
| 3 | Norvège      | 6   | 5 | 3 | 0 | 2 | 155 | 112 | 43   | -5  |
| 4 | Slovénie     | 5   | 5 | 2 | 1 | 2 | 159 | 132 | 27   | /   |
| 5 | Angola       | 4   | 5 | 2 | 0 | 3 | 167 | 140 | 27   | /   |
| 6 | Australie    | 0   | 5 | 0 | 0 | 5 | 54  | 236 | -182 | /   |

### Groupe C
|   | Équipe        | Pts | J | G | N | P | Bp  | Bc  | Diff | Dép |
| - | ------------- | --- | - | - | - | - | --- | --- | ---- | --- |
| 1 | Danemark      | 8   | 5 | 4 | 0 | 1 | 168 | 139 | 29   | +1  |
| 2 | Allemagne     | 8   | 5 | 4 | 0 | 1 | 165 | 123 | 42   | -1  |
| 3 | Brésil        | 6   | 5 | 3 | 0 | 2 | 146 | 149 | -3   | +3  |
| 4 | Autriche      | 6   | 5 | 3 | 0 | 2 | 158 | 147 | 11   | -3  |
| 5 | Pologne       | 2   | 5 | 1 | 0 | 4 | 136 | 154 | -18  | /   |
| 6 | Côte d'Ivoire | 0   | 5 | 0 | 0 | 5 | 118 | 179 | -61  | /   |

### Groupe D
|   | Équipe    | Pts | J | G | N | P | Bp  | Bc  | Diff |
| - | --------- | --- | - | - | - | - | --- | --- | ---- |
| 1 | Roumanie  | 10  | 5 | 5 | 0 | 0 | 168 | 109 | 59   |
| 2 | Ukraine   | 7   | 5 | 3 | 1 | 1 | 156 | 126 | 30   |
| 3 | France    | 6   | 5 | 3 | 0 | 2 | 144 | 110 | 34   |
| 4 | Macédoine | 5   | 5 | 2 | 1 | 2 | 149 | 122 | 27   |
| 5 | Argentine | 2   | 5 | 1 | 0 | 4 | 79  | 150 | -71  |
| 6 | Cameroun  | 0   | 5 | 0 | 0 | 5 | 103 | 182 | -79  |

## Tour principal
On peut noter que les 4 équipes qualifiées pour les demi-finales sont les 4 équipes qui avaient terminé en tête de la poule du tour préliminaire. À l'inverse, la France, championne du monde en titre, termine dernière de sa poule avec 5 défaites en autant de matchs.

### Modalités
Les équipes premières et deuxièmes de ces 2 poules se rencontrent en demi-finales croisées. Les résultats contre les adversaires déjà rencontrés sont conservés. En cas d'égalité de points, le départage se fait entre les équipes concernées (points, puis différence de buts).
- Qualifié pour les demi-finales.
- Qualifié pour les matchs de classement.
- Éliminé de la compétition.

### Groupe I
|   | Équipe       | Pts | J | G | N | P | Bp  | Bc  | Diff |
| - | ------------ | --- | - | - | - | - | --- | --- | ---- |
| 1 | Russie       | 10  | 5 | 5 | 0 | 0 | 156 | 132 | 24   |
| 2 | Hongrie      | 8   | 5 | 4 | 0 | 1 | 159 | 138 | 21   |
| 3 | Pays-Bas     | 5   | 5 | 2 | 1 | 2 | 140 | 154 | -14  |
| 4 | Corée du Sud | 4   | 5 | 2 | 0 | 3 | 150 | 162 | -12  |
| 5 | Norvège      | 3   | 5 | 1 | 1 | 3 | 132 | 131 | 1    |
| 6 | Croatie      | 0   | 5 | 0 | 0 | 5 | 140 | 160 | -20  |

### Groupe II
|   | Équipe    | Pts | J | G | N | P | Bp  | Bc  | Diff |
| - | --------- | --- | - | - | - | - | --- | --- | ---- |
| 1 | Roumanie  | 10  | 5 | 5 | 0 | 0 | 163 | 141 | 22   |
| 2 | Danemark  | 7   | 5 | 3 | 1 | 1 | 137 | 128 | 9    |
| 3 | Allemagne | 6   | 5 | 3 | 0 | 2 | 145 | 140 | 5    |
| 4 | Brésil    | 4   | 5 | 2 | 0 | 3 | 147 | 153 | -6   |
| 5 | Ukraine   | 3   | 5 | 1 | 1 | 3 | 145 | 147 | -2   |
| 6 | France    | 0   | 5 | 0 | 0 | 5 | 121 | 149 | -28  |

## Matchs de classement

### Match pour la7eplace
| 17 décembre 2005 13h00 | Corée du Sud     | 28 – 29 | Brésil                     | Palais de glace, Saint-Pétersbourg Affluence : 300 Arbitrage : Hansen, Pettersen |
| 17 décembre 2005 13h00 | Huh Young-sook 7 | (14–15) | Alexandra do Nascimento 10 | Palais de glace, Saint-Pétersbourg Affluence : 300 Arbitrage : Hansen, Pettersen |
| 17 décembre 2005 13h00 | ×3 ×4            | IHF     | ×3 ×5                      | Palais de glace, Saint-Pétersbourg Affluence : 300 Arbitrage : Hansen, Pettersen |

### Match pour la5eplace
| 18 décembre 2005 12h00 | Pays-Bas       | 28 – 26 | Allemagne     | Palais de glace, Saint-Pétersbourg Affluence : 1 000 Arbitrage : Gardinovački, Marić |
| 18 décembre 2005 12h00 | Diane Lamein 7 | (17–12) | Grit Jurack 9 | Palais de glace, Saint-Pétersbourg Affluence : 1 000 Arbitrage : Gardinovački, Marić |
| 18 décembre 2005 12h00 | ×3 ×6          | IHF     | ×3            | Palais de glace, Saint-Pétersbourg Affluence : 1 000 Arbitrage : Gardinovački, Marić |

## Phase finale
|  | Demi-finales         | Demi-finales       |                        |    | Finale               | Finale               |
|  | Demi-finales         | Demi-finales       |                        |    | Finale               | Finale               |
|  |                      |                    |                        |    |                      |                      |
|  | Samedi 17 décembre   | Samedi 17 décembre |                        |    | Dimanche 18 décembre | Dimanche 18 décembre |
|  | Samedi 17 décembre   | Samedi 17 décembre |                        |    | Dimanche 18 décembre | Dimanche 18 décembre |
|  | Russie               | 31                 |                        |    | Dimanche 18 décembre | Dimanche 18 décembre |
|  | Russie               | 31                 |                        |    | Dimanche 18 décembre | Dimanche 18 décembre |
|  | Danemark             | 24                 |                        |    | Dimanche 18 décembre | Dimanche 18 décembre |
|  | Danemark             | 24                 | Russie                 | 28 |                      |                      |
|  | Samedi 17 décembre   |                    | Russie                 | 28 |                      |                      |
|  |                      | Roumanie           | 23                     |    |                      |                      |
|  | Roumanie             | Roumanie           | 23                     | 26 |                      |                      |
|  | Roumanie             |                    |                        | 26 |                      |                      |
|  | Hongrie              | 24                 |                        |    |                      |                      |
|  | Hongrie              | 24                 | Match pour la 3e place |    |                      |                      |
|  |                      |                    |                        |    |                      |                      |
|  | Dimanche 18 décembre |                    |                        |    |                      |                      |
|  |                      |                    |                        |    |                      |                      |
|  | Hongrie              | 27                 |                        |    |                      |                      |
|  | Hongrie              | 27                 |                        |    |                      |                      |
|  | Danemark             | 24                 |                        |    |                      |                      |
|  | Danemark             | 24                 |                        |    |                      |                      |

### Demi-finales
| 17 décembre 2005 15h30 | Roumanie         | 26 – 24         | Hongrie           | Palais de glace, Saint-Pétersbourg Affluence : 4 000 Arbitrage : Håkansson, Nilsson |
| 17 décembre 2005 15h30 | trois joueuses 4 | (15 – 14)       | Ibolya Mehlmann 6 | Palais de glace, Saint-Pétersbourg Affluence : 4 000 Arbitrage : Håkansson, Nilsson |
| 17 décembre 2005 15h30 | ×3 ×6            | IHF Hand action | ×4 ×3             | Palais de glace, Saint-Pétersbourg Affluence : 4 000 Arbitrage : Håkansson, Nilsson |

| - Roumanie : Luminița Dinu (42 min., 10/29 arrêts), Tereza Tamaș (en) (18 min., 9/14 arrêts dont 1/2 pen) – Ramona Maier (3/4 buts dont 0/1 pen), Raluca Ivan (ro), Roxana Gatzel (en) (4/5), Ana Maria Lazer (ro) (1/1), Aurelia Brădeanu (2/3), Ionela Stanca-Gâlcă (2/2), Cristina Vărzaru (1/5), Steluța Luca (en) (4/10), Valentina Ardean-Elisei (4/8), Simona Gogîrlă (3/7), Mihaela Tivadar (ro), Narcisa Lecușanu (2/6). | - Hongrie : Katalin Pálinger (52 min., 14/39 arrêts dont 1/3 pen), Timea Sugar (8 min.. 1/2 arrê) – Bernadett Ferling (3/5 dont 0/1 pen.) Ibolya Mehlmann (6/13), Orsolya Vérten (2/6), Cecilia Ori, Rita Borbas (1/1), Anita Görbicz (3/12 dont 1/2 pen), Mónika Kovacsicz (2/5), Eszter Siti (2/2), Tímea Tóth (2/6), Gabriella Kindl (3/5), Beatrix Balogh (0/2). |

| 17 décembre 2005 18h00 | Russie                | 31 – 24         | Danemark         | Palais de glace, Saint-Pétersbourg Affluence : 7 000 Arbitrage : Ljudovik, Vakula |
| 17 décembre 2005 18h00 | Irina Poltoratskaïa 7 | (16 – 9)        | Rikke Hørlykke 5 | Palais de glace, Saint-Pétersbourg Affluence : 7 000 Arbitrage : Ljudovik, Vakula |
| 17 décembre 2005 18h00 | ×3 ×8                 | IHF Hand action | ×3 ×6            | Palais de glace, Saint-Pétersbourg Affluence : 7 000 Arbitrage : Ljudovik, Vakula |

| - Russie : Maria Sidorova (49 min., 14/29 arrêts), Tatiana Alizar (de) (11 min., 3/12 arrêts) – Oksana Romenskaïa, Lioudmila Postnova (0/3), Emilia Toureï (3/4 dont 1/1 pen), Anna Kareïeva (4/7), Iana Ouskova (3/4), Elena Polenova (3/7), Irina Bliznova (2/4), Lioudmila Bodnieva (5/6), Irina Poltoratskaïa (7/10), Elena Sergueïeva (sv) (2/4), Natalia Chipilova (1/1), Ekaterina Marennikova (1/3). | - Danemark : Karin Mortensen (41 min., 10/30 arrêts), Rikke Schmidt (19 min., 3/14 arrêts) – Ditte Andersen (0/1), Kristina Bille-Hansen (1/1), Mette Sjøberg (0/1), Mette Vestergaard Brandt (3/7), Louise Mortensen (4/6), Rikke Hørlykke Jørgensen (5/8), Lene Lund Nielsen, Lise Knudsen (1/3), Katrine Fruelund (4/10 dont 2/3 pen), Lene Thomsen (0/1), Karen Brødsgaard (3/5), Josephine Touray (3/6). |

### Match pour la3eplace
| 18 décembre 2005 14h30 | Danemark           | 24 – 27         | Hongrie         | Palais de glace, Saint-Pétersbourg Affluence : 4 500 Arbitrage : Poladenko, Chernega |
| 18 décembre 2005 14h30 | Katrine Fruelund 7 | (15 – 14)       | Anita Görbicz 7 | Palais de glace, Saint-Pétersbourg Affluence : 4 500 Arbitrage : Poladenko, Chernega |
| 18 décembre 2005 14h30 | ×2                 | IHF Hand action | ×2 ×5           | Palais de glace, Saint-Pétersbourg Affluence : 4 500 Arbitrage : Poladenko, Chernega |

| - Danemark : Karin Mortensen (45 min., 16/35 arrêts dont 1/2 pen), Rikke Schmidt (15 min., 2/9 arrêts) – Ditte Andersen (1/3), Jane Wangsoe (0/1), Mette Sjøberg (0/2), Mette Vestergaard Brandt (3/6), Louise Mortensen (2/4), Rikke Hørlykke Jørgensen (2/5), Lene Lund Nielsen (3/4), Lise Knudsen (0/2), Katrine Fruelund (7/16), Karen Brødsgaard (3/4), Josephine Touray (3/6). | - Hongrie : Katalin Pálinger (tout le match, 22/46 arrêts) – Bernadett Ferling (2/6 dont 0/1 pen.) Ibolya Mehlmann (2/6), Orsolya Vérten (1/3), Rita Borbas (4/4), Fanni Kenyeres (3/4), Ágnes Hornyák, Anita Görbicz (7/13 dont 2/2 pen), Mónika Kovacsicz (1/3), Eszter Siti (3/4), Tímea Tóth (2/10), Gabriella Szűcs (1/1), Beatrix Balogh (1/6). |

### Finale
| 18 décembre 2005 17h00 | Russie               | 28 – 23         | Roumanie                  | Palais de glace, Saint-Pétersbourg Affluence : 10 500 Arbitrage : Bord, Buy |
| 18 décembre 2005 17h00 | Lioudmila Postnova 7 | (17 – 12)       | Valentina Ardean-Elisei 7 | Palais de glace, Saint-Pétersbourg Affluence : 10 500 Arbitrage : Bord, Buy |
| 18 décembre 2005 17h00 | ×3 ×5                | IHF Hand action | ×3 ×5                     | Palais de glace, Saint-Pétersbourg Affluence : 10 500 Arbitrage : Bord, Buy |

| - Russie : Maria Sidorova (30 min., 10/22 arrêts), Tatiana Alizar (de) (30 min., 13/24 arrêts) – Oksana Romenskaïa (1/1 buts), Lioudmila Postnova (6/11), Anna Kareïeva (0/2), Lioudmila Bodnieva (3/4), Iana Ouskova (2/3), Elena Polenova (5/10 dont 2/3 pen), Emilia Toureï (3/4 dont 1/1 pen), Elena Sergueïeva (sv) (1/3), Natalia Chipilova (2/3), Ekaterina Marennikova (1/2), Anna Kourepta (sv) (1/2), Irina Poltoratskaïa (3/7). | - Roumanie : Paula Rădulescu (Ungureanu) (3 min., 0/3 arrêts), Luminița Dinu (32 min., 13/24 arrêts), Tereza Tamaș (en) (25 minutes, 4/18 arrêt) – Ramona Maier (4/5 buts dont 3/3 pen), Raluca Ivan (ro), Roxana Gatzel (en) (1/2), Ana Maria Lazer (ro), Aurelia Brădeanu (1/4), Ionela Stanca-Gâlcă (4/7), Cristina Vărzaru (0/1), Steluța Luca (en) (2/8), Valentina Ardean-Elisei (7/12), Simona Gogîrlă (3/10 dont 1/2 pen), Narcisa Lecușanu (1/5). |

## Classement final
| Rang                      | Équipe        | MJ | V  | N | D | BM  | BE  | Diff |
| ------------------------- | ------------- | -- | -- | - | - | --- | --- | ---- |
| Médaille d'or, monde      | Russie        | 10 | 10 | 0 | 0 | 328 | 239 | 89   |
| Médaille d'argent, monde  | Roumanie      | 10 | 9  | 0 | 1 | 322 | 249 | 73   |
| Médaille de bronze, monde | Hongrie       | 10 | 7  | 1 | 2 | 328 | 254 | 74   |
| 4                         | Danemark      | 10 | 5  | 1 | 4 | 295 | 277 | 18   |
|                           |               |    |    |   |   |     |     |      |
| 5                         | Pays-Bas      | 9  | 6  | 1 | 2 | 262 | 242 | 20   |
| 6                         | Allemagne     | 9  | 6  | 0 | 3 | 278 | 240 | 38   |
| 7                         | Brésil        | 9  | 6  | 0 | 3 | 276 | 267 | 9    |
| 8                         | Corée du Sud  | 9  | 4  | 0 | 5 | 292 | 279 | 13   |
|                           |               |    |    |   |   |     |     |      |
| 9                         | Norvège       | 8  | 4  | 1 | 3 | 244 | 193 | 51   |
| 10                        | Ukraine       | 8  | 3  | 2 | 3 | 240 | 216 | 24   |
| 11                        | Croatie       | 8  | 3  | 0 | 5 | 250 | 228 | 22   |
| 12                        | France        | 8  | 3  | 0 | 5 | 212 | 199 | 13   |
|                           |               |    |    |   |   |     |     |      |
| 13                        | Autriche      | 5  | 3  | 0 | 2 | 158 | 147 | 11   |
| 14                        | Macédoine     | 5  | 2  | 1 | 2 | 149 | 122 | 27   |
| 15                        | Slovénie      | 5  | 2  | 1 | 2 | 159 | 132 | 27   |
| 16                        | Angola        | 5  | 2  | 0 | 3 | 167 | 140 | 27   |
| 17                        | Chine         | 5  | 2  | 0 | 3 | 154 | 146 | 8    |
| 18                        | Japon         | 5  | 1  | 0 | 4 | 152 | 155 | -3   |
| 19                        | Pologne       | 5  | 1  | 0 | 4 | 136 | 154 | -18  |
| 20                        | Argentine     | 5  | 1  | 0 | 4 | 79  | 150 | -71  |
| 21                        | Côte d'Ivoire | 5  | 0  | 0 | 5 | 118 | 179 | -61  |
| 22                        | Cameroun      | 5  | 0  | 0 | 5 | 103 | 180 | -77  |
| 23                        | Uruguay       | 5  | 0  | 0 | 5 | 73  | 205 | -132 |
| 24                        | Australie     | 5  | 0  | 0 | 5 | 54  | 236 | -182 |

## Statistiques et récompenses

### Équipe-type
À l'issue du tournoi, l'équipe-type du tournoi a été désignée :
- Meilleure joueuse (MVP) : Lioudmila Bodnieva,  Russie
- meilleure gardienne de but : Luminița Dinu-Huțupan,  Roumanie
- meilleure ailière gauche : Valentina Ardean-Elisei,  Roumanie
- meilleure arrière gauche : Pearl van der Wissel,  Pays-Bas
- meilleure demi-centre : Anita Görbicz,  Hongrie
- meilleure pivot :  Lioudmila Bodnieva,  Russie
- meilleure arrière droite : Grit Jurack,  Allemagne
- meilleure ailière droite : Woo Sun-hee,  Corée du Sud

### Statistiques individuelles
| Rang | Joueuse                 | Équipe       | Buts | Tirs | %    | 7 m | Matchs | Moy. |
| ---- | ----------------------- | ------------ | ---- | ---- | ---- | --- | ------ | ---- |
| 1    | Tanja Logvin            | Autriche     | 60   | 94   | 63,8 | 21  | 5      | 12,0 |
| 1    | Nadine Krause           | Allemagne    | 60   | 107  | 56,1 | 15  | 9      | 6,7  |
| 3    | Anita Görbicz           | Hongrie      | 56   | 101  | 55,4 | 18  | 9      | 6,2  |
| 4    | Grit Jurack             | Allemagne    | 55   | 102  | 53,9 | 10  | 9      | 6,1  |
| 5    | Katrine Fruelund        | Danemark     | 54   | 98   | 55,1 | 24  | 9      | 6,0  |
| 6    | Idalina Mesquita        | Brésil       | 53   | 83   | 63,9 | 6   | 8      | 6,6  |
| 6    | Woo Sun-hee             | Corée du Sud | 53   | 83   | 63,9 | 0   | 9      | 5,9  |
| 8    | Svitlana Pasičnik       | Croatie      | 52   | 95   | 54,7 | 23  | 8      | 6,5  |
| 8    | Olena Resnir            | Ukraine      | 52   | 92   | 56,5 | 34  | 8      | 6,5  |
| 10   | Valentina Ardean-Elisei | Roumanie     | 51   | 80   | 63,8 | 2   | 10     | 5,1  |

À noter qu'avec 21 buts marqués lors de la rencontre contre le Cameroun, la Macédonienne d'origine russe Natalia Todorovska détient probablement le record de but sur un match en championnat du monde.
| Rang | Joueuse             | Équipe    | % arrêt | Arrêts | Tirs | Matchs | Moy. |
| ---- | ------------------- | --------- | ------- | ------ | ---- | ------ | ---- |
| 1    | Laurence Maho       | France    | 47,5 %  | 38     | 80   | 4      | 9,5  |
| 2    | Tatiana Alizar (de) | Russie    | 44,0 %  | 80     | 182  | 10     | 8,0  |
| 3    | Luminița Dinu       | Roumanie  | 42,55 % | 117    | 275  | 9      | 13,0 |
| 4    | Katrine Lunde       | Norvège   | 42,53 % | 74     | 174  | 8      | 9,3  |
| 5    | Katalin Pálinger    | Hongrie   | 40,4 %  | 131    | 324  | 10     | 13,1 |
| 6    | Olga Kolesnik       | Macédoine | 39,2 %  | 58     | 148  | 5      | 11,6 |
| 7    | Tereza Tamaș        | Roumanie  | 38,5 %  | 37     | 96   | 7      | 5,3  |
| 8    | Barbara Gorski      | Slovénie  | 38,0 %  | 27     | 71   | 5      | 5,4  |
| 9    | Justina Lopes Praça | Angola    | 37,8 %  | 17     | 45   | 5      | 3,4  |
| 10   | Natalia Rusnachenko | Autriche  | 37,1 %  | 75     | 202  | 5      | 15,0 |

| Rang | Joueuse             | Équipe    | Arrêts | Tirs | Matchs | Moy. |     |
| ---- | ------------------- | --------- | ------ | ---- | ------ | ---- | --- |
| 1    | Katalin Pálinger    | Hongrie   | 131    | 324  | 10     | 13,1 |     |
| 2    | Luminița Dinu       | Roumanie  | 117    | 275  | 9      | 13,0 |     |
| 3    | Chana Masson        | Brésil    | 106    | ?    | ?      | ?    |     |
| 4    | Rikke Schmidt       | Danemark  | 92     | ?    | ?      | ?    |     |
| 5    | Tetyana Vorojtsova  | Ukraine   | 82     | ?    | ?      | ?    |     |
| 6    | Tatiana Alizar (de) | Russie    | 80     | 182  | 10     | 8,0  |     |
| 7    | Debbie Klijn        | Pays-Bas  | 78     | 220  | 9      | 8,7  |     |
| 8    | Natalia Rusnachenko | Autriche  | 75     | 202  | 5      | 15,0 |     |
| 8    | Sabine Englert      | Allemagne | 75     | 75   | 210    | 8    | 9,4 |
| 10   | Katrine Lunde       | Norvège   | 74     | 174  | 8      | 9,3  |     |
| 10   | Maria Sidorova      | Russie    | 74     | 74   | 211    | 10   | 7,4 |

## Effectif des équipes sur le podium
Les effectifs des trois équipes sur le podium sont :

### Championne du monde:Russie
- Tatiana Alizar (de)
- Polina Viakhireva
- Oksana Romenskaïa
- Lioudmila Postnova
- Anna Kareïeva
- Lioudmila Bodnieva
- Iana Ouskova
- Elena Polenova
- Emilia Toureï
- Elena Sergueïeva (sv)
- Natalia Chipilova
- Maria Sidorova
- Ekaterina Marennikova
- Irina Bliznova
- Anna Kourepta (sv)
- Irina Poltoratskaïa

Entraineur
- Ievgueni Trefilov

### Vice-championne du monde:Roumanie
- Tereza Tamaș (en)
- Ramona Maier
- Oana Soit (en)
- Raluca Ivan (ro)
- Roxana Gatzel (en)
- Ana Maria Lazer (ro)
- Aurelia Brădeanu
- Ionela Stanca-Gâlcă
- Paula Rădulescu (Ungureanu)
- Cristina Vărzaru
- Steluța Luca (en)
- Valentina Ardean-Elisei
- Luminița Dinu
- Simona Gogîrlă
- Mihaela Tivadar (ro)
- Narcisa Lecușanu

Entraineur
- Gheorghe Tadici

### Troisième place:Hongrie
- Bernadett Ferling
- Ibolya Mehlmann
- Orsolya Vérten
- Cecilia Ori
- Rita Borbas
- Fanni Kenyeres
- Ágnes Hornyák
- Timea Sugar
- Anita Görbicz
- Mónika Kovacsicz
- Eszter Siti
- Katalin Pálinger
- Tímea Tóth
- Gabriella Kindl
- Gabriella Szűcs
- Beatrix Balogh

Entraineur
- András Németh